# Il segno di Excalibur
Il segno di Excalibur è il sesto volume delle Cronache di Camelot, la serie di Jack Whyte. Il titolo originale è The Sorcerer: Metamorphosis. È stato pubblicato dalla Piemme.

## Trama
Artù ha ormai terminato il suo apprendistato, ma congiure e intrighi continuano. Merlino finisce in una terribile imboscata dalla quale ritorna cambiato: è diventato il più temibile e potente stregone di tutti i tempi. Solo lui riuscirà a liberare le terre a ovest di Camelot dal deforme Carthac. Solo lui riuscirà a far estrarre ad Artù la spada Excalibur dalla roccia facendo incoronare Artù Alto Re della Britannia. Ma dure prove aspettano il giovane re.

## Edizioni
- Jack Whyte, Il segno di Excalibur, traduzione di Franca Genta Bonelli e Gianna Lonza, collana Pocket, Piemme, 2002,  p. 473, ISBN 88-384-8328-0.